# Vladimiro Montesinos
Vladimiro Lenin Ilich Montesinos Torres, född 20 maj 1945 i Arequipa, är en före detta peruansk underrättelseagent och advokat, mest känd för sin roll som de facto-chef för Servicio de Inteligencia Nacional (SIN) (Perus underrättelsetjänst) i Peru under Alberto Fujimoris presidentskap. Montesinos betraktades allmänt som makten bakom tronen i Fujimoris regering och ansågs ofta vara den verkliga auktoriteten, stödd av peruanska väpnade styrkorna.

## Rättegångar
Montesinos dömdes för förskingring, olagligt övertagande av sin position som underrättelsechef, maktmissbruk, påverkan av handel och mutor. Dessa anklagelser gav straff på mellan fem och 15 år vardera, men de peruanska fängelsestraffen avtjänas samtidigt, så åklagarna fortsatte med ytterligare anklagelser. Han frikändes från två specifika anklagelser om korruption och konspiration relaterade till borgmästaren i Callao, som han påstods ha hjälpt att undvika anklagelser om narkotikahandel. Montesinos fängslades i Centro de Reclusión de Máxima Seguridad (CEREC) i Callao (som byggdes på hans order på 1990-talet) och avtjänar 15 år i fängelse, men kommer att ställas inför minst åtta fler fall under kommande år. Totalt anklagades han för sextiotre brott, allt från narkotikahandel till mord.
I en ny rättegång 2024 erkände Montesinos sitt ansvar för brotten mord (homocidio calificado), uppsåtligt mord (asesinato con alevosia) (Pativilca-massakern) och mord och påtvingat försvinnande (desaparición forzada) (i La Cantuta-fallet).